# Венсан Декомб
Венсан Декомб (фр.: [dekɔ̃b] ; 1943 р.) — французький філософ. Його основною темою є філософія мови та філософія розуму.

## Філософський доробок
Декомб особливо відзначається тривалою критикою у двох томах проекту, який він називає когнітивізмом. Це щось на кшталт точки зору, що існує у філософії розуму, що розумові та психологічні факти в кінцевому підсумку можуть трактуватися як фізичні факти про мозок.
Декомб також написав вступ до сучасної французької філософії (Le même et l'autre), зосереджений на переході після 1960 р. від зосередження на трьох «Г», Ґеорґа Вільгельма Фрідріха Геґеля, Едмунда Гуссерля та Мартіна Гайдеґґера до «трьох майстрів підозри», Карла Маркса, Фрідріха Ніцше та Зиґмунда Фройда. У цій же книзі він ввів термін «посткожевський дискурс» для позначення періоду французької філософії після 1930-х (з 1933 по 1939 Александр Кожев прочитав у Парижі цикл лекцій про роботу Геґеля «Феноменологія духу», що мала величезний вплив на французьку філософію 20 століття).
Декомб викладає в Центрі дослідження політики Раймонда Арона, що входить до Вищої школи високих студій і наук про суспільство. Він має посаду в Комітеті з соціальних думок у Чиказькому університеті.
Декомб був членом французької ліворадикальної лібертарної соціалістичної групи «Соціалізм або варварство».

## Праці
- Le platonisme, 1970
- L'inconscient malgré lui, 1977
- Le même et l'autre. Quarante-cinq ans de philosophie française (1933—1978), Editions de Minuit, 1979. Trans. Modern French Philosophy, Cambridge University Press, 1980. ISBN 0-521-29672-2.
- Grammaire d'objets en tous genres, 1983. Trans. Objects of All Sorts: A Philosophical Grammar, Johns Hopkins University Press, 1986. ISBN 0-8018-2551-2.
- Proust: Philosophie du roman, Editions de Minuit, 1987. Trans. Proust: Philosophy of the Novel, Stanford University Press, 1992. ISBN 0-8047-2000-2
- Philosophie par gros temps, 1989 Trans. The Barometer of Modern Reason: On the Philosophies of Current Events, Oxford University Press, 1993. ISBN 0-19-506681-2.
- La denrée mentale, 1995. Trans. The Mind's Provisions: A Critique of Cognitivism, Princeton University Press, 2001. ISBN 0-691-00131-6.
- Les institutions du sens, 1996. Trans. The Institutions of Meaning: A Defense of Anthropological Holism, Harvard University Press, 2014. ISBN 0-674-72878-5.
- Le complément de sujet, 2004
- Le raisonnement de l'ours, et d'autres essais de philosophie pratique, 2007
- Les embarras de l'identité, 2013. Trans. Puzzling Identities, Harvard University Press, 2016. ISBN 978-0-674-73214-8.
- Exercices d'humanité, 2013
- Le parler de soi, 2014